# Svenska basketligan 2017-18
La temporada 2017-2018 de la Svenska basketligan fue la edición número 25 de la Svenska basketligan, el primer nivel de baloncesto en Suecia. La temporada comenzó el 6 de octubre de 2017 y terminó el 18 de mayo de 2018. El Norrköping Dolphins se proclamó campeón por cuarta vez en su historia.

## Formato
Los ocho equipos jugaron cuatro partidos contra cada uno de los otros equipos para un total de 28 partidos. Los seis equipos mejor calificados disputaron los playoffs, y no hubo descensos.

## Equipos
Al término de la temporada anterior, el Malbas BBK decidió no seguir en la competición.
| Equipo              | Ciudad     | Pabellón             | Capacidad |
| ------------------- | ---------- | -------------------- | --------- |
| Luleå               | Luleå      | Luleå Energi Arena   | 2,700     |
| Borås               | Borås      | Boråshallen          | 3,000     |
| Jämtland            | Östersund  | Östersunds sporthall | 1,700     |
| Norrköping Dolphins | Norrköping | Stadium Arena        | 4,500     |
| Nässjö              | Nässjö     | Nässjö Sporthall     | 1,200     |
| Södertälje Kings    | Södertälje | Täljehallen          | 2,200     |
| Umeå                | Umeå       | Umeå Energi Arena    | 1,270     |
| Uppsala             | Uppsala    | IFU Arena            | 2,880     |

## Temporada regular

### Clasificación
| Pos. | Equipo              | PJ | G  | P  | PF   | PC   | DP   | Pts | Clasificación                      |
| ---- | ------------------- | -- | -- | -- | ---- | ---- | ---- | --- | ---------------------------------- |
| 1    | Luleå               | 28 | 22 | 6  | 2457 | 2202 | +255 | 44  | Clasificados para semifinales      |
| 2    | Norrköping Dolphins | 28 | 21 | 7  | 2292 | 2102 | +190 | 42  | Clasificados para semifinales      |
| 3    | Jämtland            | 28 | 15 | 13 | 2284 | 2214 | +70  | 30  | Clasificados para cuartos de final |
| 4    | Södertälje Kings    | 28 | 15 | 13 | 2195 | 2159 | +36  | 30  | Clasificados para cuartos de final |
| 5    | Umeå BSKT           | 28 | 13 | 15 | 2372 | 2456 | −84  | 26  | Clasificados para cuartos de final |
| 6    | Borås               | 28 | 13 | 15 | 2203 | 2251 | −48  | 26  | Clasificados para cuartos de final |
| 7    | Uppsala             | 28 | 8  | 20 | 2178 | 2302 | −124 | 16  |                                    |
| 8    | KFUM Nässjö         | 28 | 5  | 23 | 2139 | 2434 | −295 | 10  |                                    |

 Fuente: SBL
Criterios de clasificación: 1) Points; 2) Head-to-head results; 3) Head-to-head points ratio; 4) Total points ratio.

## Playoffs
Los playoffs se disputaron al mejor de 5 semifinales y final (1-1-1-1-1).

### Cuadro final
|  | Cuartos de final  | Cuartos de final     |                      |   | Semifinales | Semifinales |  |  | Final | Final |
|  |                   |                      |                      |   |             |             |  |  |       |       |
|  |                   |                      |                      |   |             |             |  |  |       |       |
|  |                   |                      |                      |   |             |             |  |  |       |       |
|  | 4Södertälje Kings | 2                    |                      |   |             |             |  |  |       |       |
|  | 4Södertälje Kings | 2                    |                      |   |             |             |  |  |       |       |
|  | 5Umeå BSKT        | 0                    |                      |   |             |             |  |  |       |       |
|  | 5Umeå BSKT        | 0                    | 1Luleå               | 4 |             |             |  |  |       |       |
|  |                   |                      | 1Luleå               | 4 |             |             |  |  |       |       |
|  |                   |                      | 4Södertälje Kings    | 2 |             |             |  |  |       |       |
|  |                   |                      | 4Södertälje Kings    | 2 |             |             |  |  |       |       |
|  |                   |                      |                      |   |             |             |  |  |       |       |
|  |                   |                      |                      |   |             |             |  |  |       |       |
|  | 1Luleå            | 3                    |                      |   |             |             |  |  |       |       |
|  | 1Luleå            | 3                    |                      |   |             |             |  |  |       |       |
|  |                   | 2Norrköping Dolphins | 4                    |   |             |             |  |  |       |       |
|  | 3Jämtland         | 2Norrköping Dolphins | 4                    | 1 |             |             |  |  |       |       |
|  | 3Jämtland         |                      |                      | 1 |             |             |  |  |       |       |
|  | 6Borås            | 2                    |                      |   |             |             |  |  |       |       |
|  | 6Borås            | 2                    | 2Norrköping Dolphins | 4 |             |             |  |  |       |       |
|  |                   |                      | 2Norrköping Dolphins | 4 |             |             |  |  |       |       |
|  |                   |                      | 6Borås               | 1 |             |             |  |  |       |       |
|  |                   |                      | 6Borås               | 1 |             |             |  |  |       |       |
|  |                   |                      |                      |   |             |             |  |  |       |       |
|  |                   |                      |                      |   |             |             |  |  |       |       |
|  |                   |                      |                      |   |             |             |  |  |       |       |

### Cuartos de final
| Equipo 1         | Series | Equipo 2  | 1.er partido | 2.º partido | 3.er partido |
| ---------------- | ------ | --------- | ------------ | ----------- | ------------ |
| Södertälje Kings | 2–0    | Umeå BSKT | 81–78        | 76–73       | 0            |
| Jämtland         | 1–2    | Borås     | 69–92        | 85–73       | 83–86        |

### Semifinales
Los equipos mejor clasificados disputaron los partidos 1, 3, 5 y 7 en casa.
| Equipo 1            | Series | Equipo 2         | 1.er partido | 2.º partido | 3.er partido | 4.º partido | 5.º partido | 6.º partido | 7.º partido |
| ------------------- | ------ | ---------------- | ------------ | ----------- | ------------ | ----------- | ----------- | ----------- | ----------- |
| Luleå               | 4–2    | Södertälje Kings | 83–62        | 69–89       | 82–78        | 89–91       | 86–85       | 91–84       | 0           |
| Norrköping Dolphins | 4–1    | Borås            | 85–80        | 102–100     | 85–89        | 81–69       | 70–56       | 0           | 0           |

### Final
El equipo mejor clasificado disputó los partidos 1, 3, 5 y 7 en casa.
| Equipo 1 | Series | Equipo 2            | 1.er partido | 2.º partido | 3.er partido | 4.º partido | 5.º partido | 6.º partido | 7.º partido |
| -------- | ------ | ------------------- | ------------ | ----------- | ------------ | ----------- | ----------- | ----------- | ----------- |
| Luleå    | 3–4    | Norrköping Dolphins | 77–59        | 75–86       | 88–54        | 65–80       | 82–74       | 90–95       | 71–76       |